# Auerbach/Vogtl.
Auerbach/Vogtl. – miasto w Niemczech, w kraju związkowym Saksonia, w okręgu administracyjnym Chemnitz, w powiecie Vogtland.
Pierwsza wzmianka o Auerbach/Vogtl. pochodzi z 1282. Miasto to zostało założone w zachodniej części pasma Vogtland.
W mieście znajduje się kościół pw. św. Laurentego (St. Laurentius) oraz baszta (Schlossturm) licząca 43,9 m. W mieście tym znajduje się manufaktura tekstylna i kilka fabryk.

## Współpraca
Miejscowości partnerskie:
- Ballrechten-Dottingen, Badenia-Wirtembergia (kontakty utrzymuje dzielnica Beerheide)
- Buchenbach, Badenia-Wirtembergia
- Grevenbroich, Nadrenia Północna-Westfalia
- Jüchen, Nadrenia Północna-Westfalia (kontakty utrzymuje dzielnica Rebesgrün)
- Strzegom, Polska